# 皿井立三郎
皿井 立三郎（さらい たつさぶろう、明治3年10月11日（1870年11月4日） - 昭和20年（1945年）12月18日）は日本の医師、俳人。大阪府士族。元皿井耳鼻咽喉科医院長。
妻・清江は本田親雄男爵の三女。五男五郎の妻昭子は女優司葉子の姉。長女慶子は旧伯太藩主家の渡辺英綱子爵に嫁いだ。

## 経歴
岡山県士族・武市文太郎の二男。皿井安太郎の養子となる。明治20年（1887年）家督を相続する。
明治28年（1895年）、岡山医専卒業。同校講師。独逸に留学しロストック大学に学び帰朝、耳鼻咽喉科医師となる。
趣味は俳句。俳人としても活動。